# Viersen (stacja kolejowa)
Viersen – stacja kolejowa w Viersen, w kraju związkowym Nadrenia Północna-Westfalia, w Niemczech. Znajdują się tu 3 perony.